# Thoughtless
Thoughtless è un singolo del gruppo musicale statunitense Korn, pubblicato il 15 ottobre 2002 come secondo estratto dal quinto album in studio Untouchables.

## Video musicale
Il videoclip di Thoughtless è stato diretto, come per il precedente singolo Here to Stay, dai fratelli Hughes. La trama del video ruota intorno alla tormentata giovinezza di un ragazzo del liceo (interpretato da Aaron Paul), spesso picchiato, insultato e ridicolizzato. Egli trama la vendetta all'interno del video. La scena finale mostra egli che arriva al ballo di fine anno della scuola con la sua ragazza. A questo punto comincia a vomitare addosso a tutte le persone presenti, lasciandoli disgustati e umiliati.

## Cover
Il gruppo musicale statunitense Evanescence ha eseguito una reinterpretazione del brano, inserita successivamente nell'album dal vivo Anywhere but Home del 2004.

## Tracce
CD promozionale (Germania)
1. Thoughtless (Album Version) – 4:32

CD promozionale (Regno Unito)
1. Thoughtless (Clean Album Version) – 4:32

CD promozionale (Stati Uniti)
1. Thoughtless (Album Version) – 4:32
2. Thoughtless (Clean Version) – 4:32

CD singolo (Canada) – Re-Mixes
1. Thoughtless (D Cooley Remix featuring DJZ-Trip) – 3:52
2. Thoughtless (Dante Ross Remix) – 4:21
3. Here to Stay (Tone Toven and Sleep Remix) – 3:28

CD singolo (Germania)
1. Thoughtless (Album Version) – 4:32
2. Thoughtless (D Cooley Remix featuring DJZ-Trip) – 3:52

CD maxi-singolo (Germania)
1. Thoughtless (Album Version) – 4:32
2. Thoughtless (D Cooley Remix Featuring DJ Z-Trip) – 3:52
3. Thoughtless (Dante Ross Remix) – 4:21
4. Here to Stay (Tone Toven and Sleep Remix) – 3:28
5. Here to Stay (Remix by Mindless Self Indulgence) – 3:45
6. Thoughtless (Video)

CD singolo (Regno Unito – parte 1)
1. Thoughtless (Clean Version) – 4:36
2. Thoughtless (D. Cooley Remix featuring DJ Z-Trip) – 3:52
3. Thoughtless (Dante Ross Remix) – 4:21
4. Thoughtless (Video)

CD singolo (Regno Unito – parte 2)
1. Thoughtless (Album Version) – 4:36
2. Here to Stay (Remixed by Mindless Self Indulgence) – 3:45
3. Here to Stay (Tone Toven and Sleep Remix) – 3:29

DVD (Regno Unito)
1. Thoughtless Video (Uncensored Version) – 4:41
2. Thoughtless (D Cooley Remix Featuring DJ Z-Trip) – 3:52 – audio
3. Here to Stay (Remixed by Mindless Self Indulgence) – 3:45 – audio
4. Here to Stay Video (Live Performance Version) – 2:00

## Formazione
- Jonathan Davis – voce
- Fieldy – basso
- James Shaffer – chitarra
- Brian "Head" Welch – chitarra
- David Silveria – batteria

## Classifiche
| Classifica (2002)             | Posizione massima |
| ----------------------------- | ----------------- |
| Germania                      | 74                |
| Irlanda                       | 39                |
| Regno Unito                   | 37                |
| Regno Unito (rock & metal)    | 3                 |
| Stati Uniti (alternative)     | 11                |
| Stati Uniti (mainstream rock) | 6                 |
| Svizzera                      | 82                |